# No soc el teu negre
No soc el teu negre (títol original en anglès, I Am Not Your Negro) és una pel·lícula documental del 2016 dirigida per Raoul Peck, basada en el manuscrit inacabat de James Baldwin Remember This House. Narrada per l'actor Samuel L. Jackson, la pel·lícula explora la història del racisme als Estats Units a través de les reminiscències de Baldwin dels líders dels drets civils Medgar Evers, Malcolm X i Martin Luther King Jr., així com les seves observacions personals sobre la història dels Estats Units. Va ser nominat a l'Oscar al millor documental als Premis Oscar de 2016 i va guanyar el BAFTA al millor documental. S'ha doblat al català pel programa 60 minuts del 33.

## Sinopsi
Aquest documental de 93 minuts està narrat per Samuel L. Jackson i està inspirat en el manuscrit inacabat de James Baldwin, Remember This House, una col·lecció de notes i cartes escrites per Baldwin a mitjan anys setanta. Les memòries expliquen la vida dels seus íntims amics i líders dels drets civils Malcolm X, Martin Luther King Jr., i Medgar Evers.

## Estrena
La pel·lícula es va estrenar al Festival Internacional de Cinema de Toronto de 2016, on va guanyar el Premi People's Choice: Documentals. Poc després, Magnolia Pictures i Amazon Studios van adquirir els drets de distribució de la pel·lícula. Va ser llançat per la seva classificació pels Oscar el 9 de desembre de 2016, abans de tornar a obrir el 3 de febrer de 2017.

### Taquilla
No soc el teu negre va ingressar $7,089,174 als Estats Units l'11 de maig de 2017. El lloc web de la indústria cinematogràfica IndieWire va atribuir, en part, l'èxit econòmic de la pel·lícula al llançament poc abans de l'anunci dels nominats als premis de l'Acadèmia, estrenant-se en un nombre inusualment elevat de ciutats i en sales de cinema no tradicionals que generarien el boca a boca següent.

### Crítiques
A Rotten Tomatoes la pel·lícula té una qualificació d'aprovació del 99% basada en 206 ressenyes, amb una nota mitjana de 8,90/10. El consens crític del lloc web diu: "No soc el teu negre ofereix una instantània incendiària de les observacions crucials de James Baldwin sobre les relacions racials estatunidenques, i un recordatori de fins a quin punt encara hem d'anar." A Metacritic, la pel·lícula té una puntuació mitjana ponderada de 95 sobre 100, basada en 36 crítiques, que indica "aclamació universal". La pel·lícula va rebre baixes puntuacions generades pels usuaris en llançar-se a IMDb i Metacritic, cosa que va provocar acusacions de manipulació de vots.
Joe Morgenstern del Wall Street Journal va dir, "la pel·lícula és inigualable com a història i fascinant com a biografia. És una evocació d'una ànima apassionada en una època tumultuosa, una pel·lícula que utilitza les paraules de Baldwin i les seves notes per a un llibre inacabat que il·lumina la lluita pels drets civils."

## Premis i nominacions
No soc el teu negre va ser nominada a nombrosos premis internacionals i en va guanyar més d'una dotzena, entre elles:
| Premi                                                 | Data de cerimònia                                                                                      | Categoria                                                      | Nominats i receptors                 | Resultat                              |
| ----------------------------------------------------- | --- | -------------------------------------------------------------- | ------------------------------------ | ------------------------------------- |
| Premis Oscar                                          | 26 de febrer de 2017                                                                                   | Millor documental                                              | Raoul Peck Rémi Grellety Hébert Peck | Nominat                               |
| Aliança de Dones Periodistes de Cinema                | 21 de desembre de 2016                                                                                 | Millor documental                                              | Raoul Peck                           | Nominat                               |
| Aliança de Dones Periodistes de Cinema                | 21 de desembre de 2016                                                                                 | Millor edició                                                  | Alexandra Strauss                    | Nominat                               |
| Austin Film Critics Association Awards                | 28 de desembre de 2016                                                                                 | Millor documental                                              | No soc el teu negre                  | Nominat                               |
| Black Film Critics Circle                             | 20 de desembre de 2016                                                                                 | Menció especial                                                | No soc el teu negre                  | Guanyador                             |
| Australian Film Critics Association                   | 13 de març de 2018                                                                                     | Millor documental (Local o Internacional)                      | No soc el teu negre                  | Guanyador                             |
| Black Reel Awards                                     | 16 de febrer de 2017                                                                                   | Millor documental                                              | Raoul Peck                           | Nominat                               |
| Premi BAFTA                                           | 18 de febrer de 2018                                                                                   | Millor documental                                              | Raoul Peck                           | Guanyador                             |
| Central Ohio Film Critics Association                 | | Millor documental                                              | No soc el teu negre                  | Nominat                               |
| 52è Festival Internacional de Cinema de Chicago       | 21 d'octubre de 2016                                                                                   | Premi de l'Audiència – Millor documental                       | Raoul Peck                           | Guanyador                             |
| Cinema Eye Honors Awards, US                          | 11 de gener 2017                                                                                       | Premi de l'audiència Cinema Eye                                | Raoul Peck                           | Nominat                               |
| Cinema Eye Honors Awards, US                          | 11 de gener 2017                                                                                       | Èxit destacat en la realització de llargmetratges de no ficció | Rémi Grellety Hébert Peck Raoul Peck | Nominat                               |
| Cinema Eye Honors Awards, US                          | 11 de gener 2017                                                                                       | Assoliment destacat en direcció                                | Raoul Peck                           | Nominat                               |
| Cinema Eye Honors Awards, US                          | 11 de gener 2017                                                                                       | Assoliment destacat en edició                                  | Alexandra Strauss                    | Nominat                               |
| Cinema Eye Honors Awards, US                          | 11 de gener 2017                                                                                       | Assoliment destacat en banda sonora original                   | Alexei Aigui                         | Nominat                               |
| Dallas-Fort Worth Film Critics Association Awards     | 13 de desembre de 2016                                                                                 | Millor documental                                              | No soc el teu negre                  | Nominat                               |
| Premis Diversity in Media                             | 15 de setembre de 2017                                                                                 | Premi pel·lícula de l'any                                      | No soc el teu negre                  | Nominat                               |
| Florida Film Critics Circle Awards                    | 21 de desembre de 2016                                                                                 | Millor documental                                              | No soc el teu negre                  | Nominat                               |
| Gotham Awards                                         | 28 de novembre de 2016                                                                                 | Premi de l'Audiència                                           | No soc el teu negre                  | Nominat                               |
| Gotham Awards                                         | 28 de novembre de 2016                                                                                 | Millor documental                                              | No soc el teu negre                  | Nominat                               |
| Hamptons International Film Festival                  | | Premi de l'Audiència – Millor documental                       | Raoul Peck                           | Guanyador                             |
| Hamptons International Film Festival                  | Premi de la Fundació Familiar Brizzolara a una pel·lícula de conflictes i resolució: millor pel·lícula | Raoul Peck                                                     | Nominat                              |                                       |
| Premis Independent Spirit                             | 27 de febrer de 2016                                                                                   | Millor documental                                              | No soc el teu negre                  | Nominat                               |
| IndieWire Critics Poll                                | 19 de desembre de 2016                                                                                 | Millor documental                                              | No soc el teu negre                  | 3r lloc                               |
| IndieWire Critics Poll                                | 19 de desembre de 2016                                                                                 | Millor edició                                                  | Alexandra Strauss                    | 9è lloc                               |
| International Documentary Association                 | | Premi al Reconeixement Creatiu – Millor guió                   | Raoul Peck James Baldwin             | Guanyador                             |
| International Documentary Association                 | Premi IDA a la millor pel·lícula                                                                       | Rémi Grellety Hébert Peck Raoul Peck                           | Nominat                              |                                       |
| International Documentary Association                 | Video Source Award                                                                                     | Raoul Peck                                                     | Nominat                              |                                       |
| Los Angeles Film Critics Association Awards           | 4 de desembre de 2016                                                                                  | Millor documental Film                                         | No soc el teu negre                  | Guanyador                             |
| MTV Movie & TV Awards                                 | 7 de maig de 2017                                                                                      | Millor documental                                              | No soc el teu negre                  | Nominat                               |
| NAACP Image Awards                                    | 11 de febrer de 2017                                                                                   | Millor documental                                              | No soc el teu negre                  | Nominat                               |
| National Society of Film Critics Awards               | 7 de gener de 2016                                                                                     | Millor pel·lícula de no ficció                                 | Raoul Peck                           | participant                           |
| News and Documentary Emmy Awards                      | 24 de setembre de 2019                                                                                 | Millor documental                                              | No soc el teu negre                  | Nominat                               |
| News and Documentary Emmy Awards                      | 24 de setembre de 2019                                                                                 | Millor documental                                              | No soc el teu negre                  | Nominat                               |
| North Carolina Film Critics Association               | 2 de gener de 2017                                                                                     | Millor documental                                              | No soc el teu negre                  | Nominat                               |
| Online Film Critics Society                           | 3 de gener de 2017                                                                                     | Millor documental                                              | No soc el teu negre                  | Nominat                               |
| Festival de Cinema de Philadelphia                    | 30 d'octubre de 2016                                                                                   | Premi de l 'Audiència – Millor pel·lícula                      | Raoul Peck                           | Guanyador                             |
| Festival de Cinema de Philadelphia                    | 30 d'octubre de 2016                                                                                   | Premi del jurat al millor documental                           | Raoul Peck                           | Guanyador                             |
| San Francisco Film Critics Circle                     | 11 de desembre de 2016                                                                                 | Millor documental                                              | Raoul Peck                           | Guanyador                             |
| St. Louis Gateway Film Critics Association            | 18 de desembre de 2016                                                                                 | Millor documental                                              | No soc el teu negre                  | Guanyador                             |
| 41è Festival Internacional de Cinema de Toronto       | 18 de setembre de 2016                                                                                 | Premi de l'Audiència – Documental                              | Raoul Peck                           | Guanyador                             |
| Village Voice Film Poll                               | 21 de desembre de 2016                                                                                 | Millor documental                                              | No soc el teu negre                  | 3r lloc (compartit amb No Home Movie) |
| Washington D.C. Area Film Critics Association Awards  | 4 de desembre de 2016                                                                                  | Millor documental                                              | No soc el teu negre                  | Nominat                               |
| International Film Festival and Forum on Human Rights | March 18, 2017Arxivat de març 21, 2017, a Wayback Machine.                                             | Premi Gilda Vieira de Mello                                    | No soc el teu negre                  | Guanyador                             |
| Premis César                                          | 2 de març de 2018                                                                                      | César al millor documental                                     | No soc el teu negre                  | Guanyador                             |